# ターヤ川

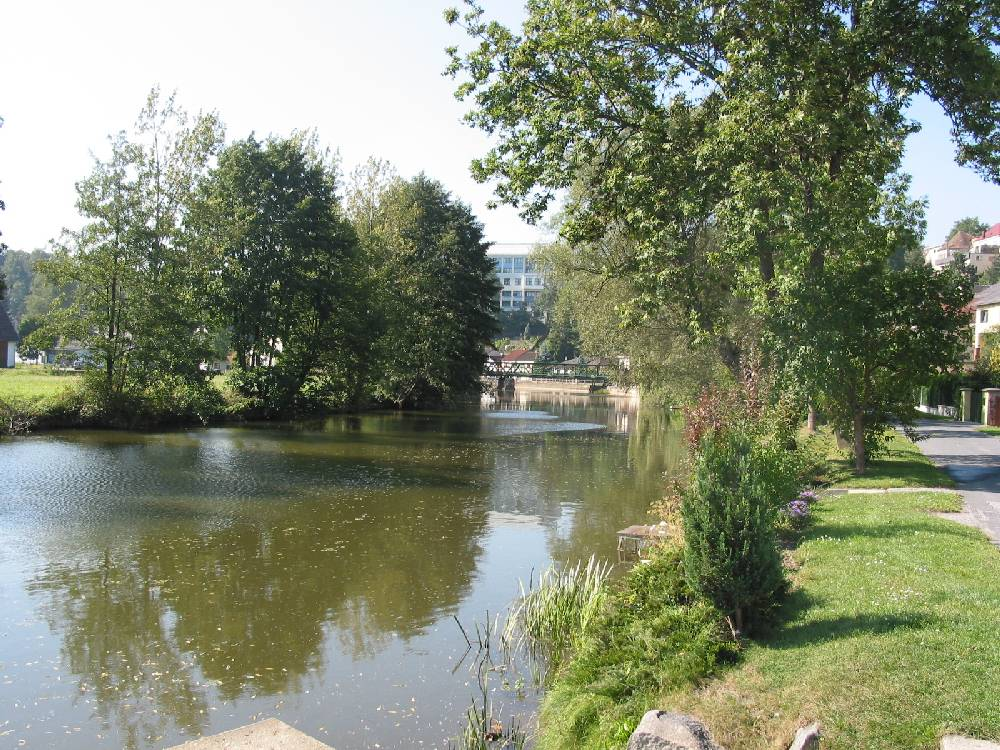
ターヤ川

ターヤ川（ターヤがわ、ドイツ語: Thaya、チェコ語: Dyje）はオーストリアおよびチェコの国境付近を西から東へ向かって流れる川で、モラヴァ川の支流である。延長235.4キロメートル。チェコではディイェ川と呼ばれる。

## 概要
名前はイリュリア語で「サラサラと流れる川」を意味する語に由来する。
ドイチェ・ターヤ川（Deutsche Thaya）とモラフスク・ディイェ川（Moravské Dyje）がオーストリアのニーダーエスターライヒ州ヴァイトホーフェン・アン・デア・ターヤ郡の町、ラープス・アン・デア・ターヤで合流し、ターヤ川（ディイェ川）となる。
中流域では河岸にカールシュタイン城やコルミッツ城跡、ドローゼンドルフ、ハーデック城、カヤ城跡といった宮殿や山城が高くそびえる。チェコのモラヴィア地方に入るとディイェ川と名を変えた川が、レドニツェとヴァルチツェの文化的景観として世界遺産に登録されているレドニツェ周辺で曲がり、多くの島のある池となる。
チェコ国内では所々でディイェ川の水が堰き止められて人造湖に利用されており、1930年から1934年にかけてヴラノフスク・ダム（Vranovská Přehrada）も建設された。国境をまたぐ形でオーストリア側のハーデックにタヤタール国立公園、チェコ側のズノイモにポディイー国立公園がある。他には氾濫原の森林やヨシ原が発達している下流部の湿原やレドニツェ養魚池のようにラムサール条約に登録された湿地となっているものもある。最終的に川はホーヘナウ・アン・デア・マルヒ（Hohenau an der March）でモラヴァ川に合流する。合流点一帯はオーストリアのドナウ＝マルヒ＝ターヤ低地としてラムサール条約に登録されており、合流点とチェコのブルジェツラフ、ティーネツが頂点をなす三角地帯は1986年にユネスコの生物圏保護区にも指定された。
2006年6月には、100年に1度の規模とされた同年3月の洪水を上回る、300年から400年に1度という大洪水が発生、およそ70箇所の1500戸の建物が浸水する被害となった。

## 流域の主な市町村
- ヴァイトホーフェン・アン・デア・ターヤ（ドイツ語版）
- ラープス・アン・デア・ターヤ（ドイツ語版）
- ドローゼンドルフ（ドイツ語版）
- ヴラノフ・ナド・ディイー（チェコ語版）
- ハーデック（ドイツ語版）
- ズノイモ
- ラー・アン・デア・ターヤ（ドイツ語版）
- レドニツェ（チェコ語版）
- ブジェツラフ